# Jez
Jez (Leuciscus idus) — vrsta je slatkovodne ribe porodice šarana (lat. Cyprinidae), roda klenovi (lat. Leuciscus) — reda šaranki (lat. Cypriniformes).
Poznat je i pod nazivima: Jaz, Jalac, Masnica.

## Osnovna obilježja
To je bez sumnje jedna od najpoznatijih riba. Jez se lako razlikuje svojim debelim tijelom, prilično širokom, kratkom glavom, malim kosim ustima i bojom peraja. Najviše sliči klenu, no u ovog drugog glava je puno šira, tijelo je gotovo cilindričnog oblika, većih ljuski i širih usta. Faringalni zubi jeza (3 o 5 x 5 O 3) su gotovo isti kao i u bolena, ali on je puno širi i kraći od potonjeg i analna peraja kod njega je značajno uža (39–10).
Po svojoj veličini jez pripada krupnijim šaranskim ribama, njegova je uobičajena dužina 35–53 cm i težina od 2–2,8 kg, on rijetko teži više od 4 kg, ali uhvaćeni su divovski jezovi od 6, čak 8 kg. Po takvim ogromnim jezima čuveno je, na primjer, Sig jezero, u neposrednoj blizini grada Ostaškova — Tverska oblast, Rusija. Vrlo veliki jezi susreću se također u malim rijekama Kijevske oblasti, Ukrajina. Doživi najviše 20 godina.
Jez je jako lijep, pogotovo u proljeće. U to vrijeme, gotovo cijelo njegovo tijelo poprima metalični odsjaj: škržni poklopci i njegova glava čine se kao da su lijevane iz zlata, a kada se preokreće na suncu, njegove boje brzo se mijenjaju, te se čini srebrnim, te zlatnim, gotovo tamnim; donje peraje kao da su obojane s rumenilom, a ponekad i leđna i repna peraja poprimaju crvenkastu nijansu. Općenito leđa su plavo‑crna, iako svjetlija nego u bodorke i klena, strane tijela bjelkaste, trbuh srebrnast, leđna i repna peraja su tamne, a sve ostale crvene, oči zelenkasto‑žute s tamnom mrljom na vrhu. Međutim treba napomenuti, da jez, ovisno o terenu, kao i uzrastu, pokazuje ponekad više ili manje značajne razlike. Mladi jezi su značajno svjetliji i srebrnastiji, a njihove peraje su primjetno bljeđe.

## Stanište i ponašanje
Jez se u većem ili manjem broju nalazi u svim zemljama Europe i većem dijelu Sibira, nema ga samo u južnoj i jugo-zapadnoj Europi, počinje od istočne Francuske. U Rusiji, ima vrlo široku distribuciju i nalazi se gotovo svugdje osim samog krajnjeg sjevera, u Finskoj je pronađen iznad Arktičkog kruga, također je prilično uobičajen u Sjevernoj Dvini, po Kessleru, dolazi do Pečore. Rasprostire se vrlo daleko na istoku, barem do jezera Bajkal, a možda i dalje. U vodama duž zapadne obale Norveške i poluotoka Kola Murmanske Oblasti je odsutan. Na sjevernom i južnom Kavkazu (Zakavkazje) te u Krimu jez nije pronađen, a u Turkestanu, on je zamijenjen drugim bliskim vrstama.
Izbjegava planinske, vrlo brze i hladne rijeke i preferira duboke rijeke s prilično tihim tokom, također riječne bare i protočna jezera.
Jez pripada najelastičnijim ribama i lako podnosi nagle promjene temperature i do neke mjere, kvarenje vode bez štetnih posljedica.

## Način hranjenja
Kao mlada riba hrani se zooplanktonom, kasnije kukcima, mekušcima i račićima. Veće jedinke također se hrane sitnom ribom.

## Razmnožavanje
Doseže spolnu zrelost kod 3–5 godine — ne manje od 200 grama, uglavnom kod 300–400 g težine. Kreće uzvodno na mriještenje. Ženka polaže oko 130.000 jajašaca od ožujka do svibnja pri temperaturi vode od 6–13 °C tijekom jednog do dva tjedna, odmah nakon mrijesta štuke. Polaže jajašca na podvodnu vegetaciju na dubini od 80 cm.

## Važnost za ribarstvo
Riba je dobrog ukusa, predmet ribolova.
Također je stvorena domaća pasmina jeza — Goldorfe (zlatni jez) koji raste u ribnjacima i fontanama kao ukrasna riba.

## Strani nazivi
Ide (engleski); Aland (njemački); Ido (talijanski); Ide mélanote (francuski); Язь (ruski); winde (nizozemski);

## Vanjske poveznice
|  | Zajednički poslužitelj ima stranicu o temi Jez    |
|  | Zajednički poslužitelj ima još gradiva o temi Jez |
|  | Wikivrste imaju podatke o taksonu Jez             |
|  | Wječnik ima rječničku natuknicu jez               |